# Nullsoft Scriptable Install System
Nullsoft Scriptable Install System (NSIS) — система создания установочных программ для Microsoft Windows с открытым исходным кодом, разработанная компанией Nullsoft — автором плеера Winamp. NSIS был задуман как альтернатива InstallShield, предназначенного для коммерческих продуктов.

## История
Изначально NSIS был спроектирован для распространения Winamp. Он основан на предыдущем продукте Nullsoft — PiMP (plugin Mini Packager), иначе известном как SuperPiMP. После версии 2.0a0 проект был перемещён на SourceForge.net, где к работе над ним присоединились и сторонние разработчики. Два года спустя появился NSIS 2.0.
NSIS версии 1 очень похож на классический Windows Installer, но он был более управляемым с помощью скриптов и поддерживал другие форматы сжатия. NSIS версии 2 поддерживает новый графический интерфейс пользователя, LZMA-сжатие, многоязычность и имеет развитую систему плагинов.

### POSIX
Версия 2.01 была первой версией, поддерживающей компиляцию на любой из POSIX-платформ. Это позволило создавать Windows-установщики на GNU/Linux и FreeBSD без использования Wine. На данный момент поддерживается компиляция только для Windows.

## Скрипт
Компилятор NSIS — программа makensis — компилирует скрипты в исполняемый код. Каждая строчка скрипта содержит одну команду. Пример:
```
 
# Пример скрипта

 
Name
 
"Example1"

 
OutFile
 
"example1.exe"

 
InstallDir
 
"
$PROGRAMFILES
\Example1"

 
Page
 
Directory

 
Page
 
InstFiles

 
Section

   
SetOutPath
 
$INSTDIR

   
File
 
..
\
makensis.exe

 
SectionEnd

```

## Modern User Interface
В версии 2.0 был введён новый графический интерфейс пользователя, названный Modern UI (MUI). MUI очень похож на интерфейс традиционных установочных "мастеров", поддерживает заставку, выбор языка и устанавливаемых компонентов и имеет более широкие возможности настройки, чем его предшественник. Пример:
```
 
# Пример скрипта с Modern UI

 
!include
 
MUI.nsh

 
Name
 
"Example 2"

 
OutFile
 
Example2.exe

 
!insertmacro
 
MUI_PAGE_WELCOME

 
!insertmacro
 
MUI_PAGE_LICENSE
 
"license.rtf"

 
!insertmacro
 
MUI_PAGE_DIRECTORY

 
!insertmacro
 
MUI_PAGE_COMPONENTS

 
!insertmacro
 
MUI_PAGE_INSTFILES

 
!insertmacro
 
MUI_PAGE_FINISH

 
!insertmacro
 
MUI_LANGUAGE
 
"English"

 
!insertmacro
 
MUI_LANGUAGE
 
"German"

 
!insertmacro
 
MUI_LANGUAGE
 
"French"

 
Section
 
"Extract makensis"

  
SetOutPath
 
$INSTDIR

  
File
 
..
\
makensis.exe

 
SectionEnd

```

## Плагины
NSIS допускает расширение с помощью плагинов, которые могут быть написаны на C++, С и Delphi. Плагины применяются для улучшения функциональности и интерфейса установщика и могут быть вызваны в любой части кода NSIS-скрипта.
С пакетом NSIS поставляются несколько плагинов, позволяющих добавлять новые страницы, заменять фоновые изображения, скачивать файлы из Интернета, выполнять математические вычисления, обновлять файлы и др.

## Особенности
По сравнению с другими системами создания инсталляторов NSIS обладает рядом особенностей:
- маленький размер установочного блока (около 34 Кбайт);
- несколько методов сжатия файлов — zlib, bzip2 и LZMA;
- гибкая система скриптов;
- поддержка множества языков;
- расширение функциональности при помощи плагинов;
- скрипт-препроцессор;
- возможность создания веб-установщиков.

## Программы и игры, использующие NSIS
К наиболее известным проектам, использующим NSIS, относятся:

| - Антивирус Касперского - ATI Display Driver - CDex - Dev-C++ - DivX - eMule - EVE Online - FileZilla - FL Studio - Google Picasa | - Google Talk - Hedgewars - Intel C (компилятор) - IrfanView - LyX - Miranda IM - Mozilla Firefox 2.0 - NASA World Wind - Notepad++ - OpenOffice.org для Windows | - CherryPlayer - Fiction Book Editor - OpenVPN - PascalABC.NET - Pidgin - Qt SDK - VLC Player - Winamp - 0 A.D. |

- Скретч (язык программирования) (исключаются версии 2.0 и 3.0

## Редакторы
Скрипты NSIS — это обычные текстовые файлы с расширением «.nsi», которые можно создать с помощью любого текстового редактора. Тем не менее разработано несколько специальных программ, облегчающих процесс создания скриптов:
- Проект EclipseNSIS на сайте SourceForge.net — плагин для Eclipse, позволяющий редактировать, компилировать и тестировать NSIS скрипты;
- HM NIS EDIT — NSIS-редактор/IDE;
- Venis — визуальная среда для NSIS.